# Intercesión de Cristo

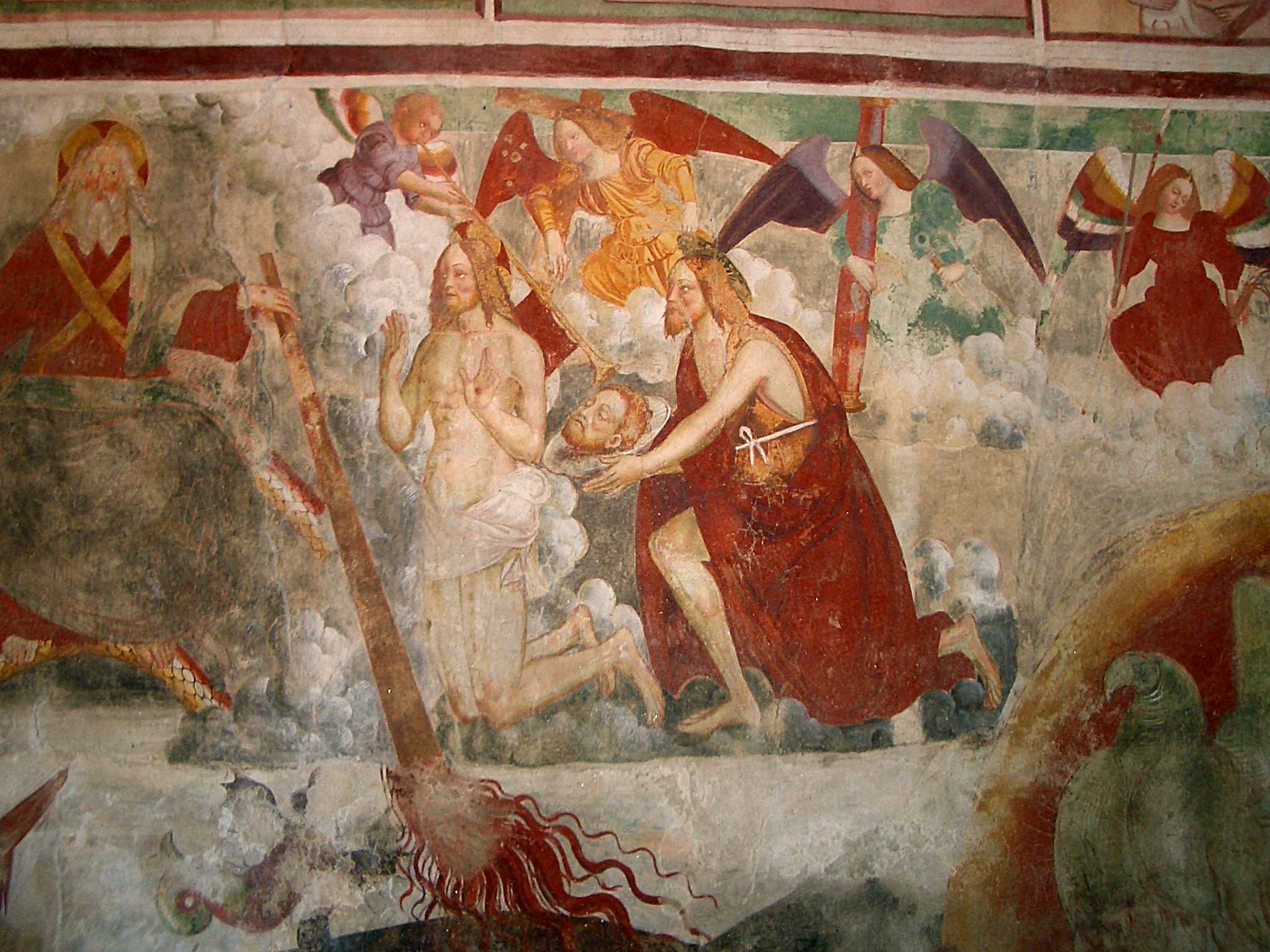
Jesús (y Juan el Bautista) arrodillados ante Dios Padre durante el Juicio Final. Fresco en Paruzzaro, Italia, c. 1518.

La intercesión de Cristo es la creencia cristiana en la intercesión constante de Jesús y su defensa en nombre de la humanidad, incluso después de dejar la tierra.
En las enseñanzas cristianas, la intercesión de Cristo delante de Dios se relaciona con la anamnesis de Jesús ante Dios durante la Última Cena y la naturaleza memorial permanente de la ofrenda eucarística.
Desde la perspectiva cristológica, la intercesión de Cristo se distingue de la intercesión del Espíritu. En el primer caso, Cristo toma peticiones al Padre en el Cielo, en el segundo caso el Consolador (el Espíritu) fluye desde el cielo hacia el corazón de los creyentes.

## Bases bíblicas
La base teológica de la creencia en la intercesión de Cristo se presenta en el Nuevo Testamento. En la Epístola a los Romanos (Romanos 8:34), Pablo afirma:
¿Quién es el que condenará? Cristo es el que murió; más aún, el que también resucitó, el que además está a la diestra de Dios, el que también intercede por nosotros.
Esta intercesión resuena en Juan 17:22, que se refiere a la «comunión celestial» entre Cristo y Dios Padre. La Primera Epístola de Juan (1 Juan 2:1-2) declara:
y si alguno hubiere pecado, abogado tenemos para con el Padre, a Jesucristo el justo. Y él es la propiciación por nuestros pecados; y no solamente por los nuestros, sino también por los de todo el mundo.
En la Epístola a los Hebreos (Hebreos 7:25), el autor escribió acerca de la «salvación hasta el extremo» a través de la intercesión continua de Cristo:
por lo cual puede también salvar perpetuamente a los que por él se acercan a Dios, viviendo siempre para interceder por ellos.
La intercesión de Cristo en el Cielo es vista como una continuación de las oraciones y peticiones que realizó por la humanidad en la tierra, por ejemplo, como en Lucas 23:34: «Padre, perdónalos, porque no saben lo que hacen».

## Cristología
En la cristología paulina, la intercesión de Cristo tiene dos componentes: en el presente y en el Juicio Final. Esto se expresa en Romanos 8:33-34, en términos de «¿Quién acusará a los escogidos de Dios?» y «¿Quién es el que condenará?», y luego en Hebreos 7:25, en términos de las actividades de Cristo como Sumo Sacerdote.
En las enseñanzas cristianas, la intercesión de Cristo delante de Dios se relaciona con la anamnesis de Jesús ante Dios durante la Última Cena y la naturaleza memorial permanente de la ofrenda eucarística. En la cristología de la salvación, el ofrecimiento único de Cristo a través de su sacrificio voluntario en el Calvario se distingue, pero se refiere a su continua intercesión del Cielo en su papel como el Sumo Sacerdote, y su papel en el Juicio Final. La noción de intercesión por Cristo como el Cordero de Dios se relaciona con la imagen del Cordero en Apocalipsis 14:1-5, donde los que se salvan primero «fueron redimidos de entre los hombres» a través del sacrificio del cordero:
Estos son los que siguen al Cordero por dondequiera que va. Estos fueron redimidos de entre los hombres como primicias para Dios y para el Cordero
Desde la perspectiva cristológica, la intercesión de Cristo se distingue la intercesión del Espíritu. Mientras que 1 Juan 2:1 dice «abogado tenemos para con el Padre, a Jesucristo el justo», Juan 14:16-17 incluye la declaración:
Y yo rogaré al Padre, y os dará otro Consolador, para que esté con vosotros para siempre: el Espíritu de verdad, al cual el mundo no puede recibir, porque no le ve, ni le conoce; pero vosotros le conocéis, porque mora con vosotros, y estará en vosotros.
La distinción entre las dos formas de la defensa puede interpretarse en términos de la dirección del flujo: en el primer caso, Cristo toma peticiones al Padre en el Cielo; en el segundo caso, el Consolador (el Espíritu) fluye desde el cielo hacia el corazón de los creyentes.